# Johannes Diethart
Johannes Diethart (eigentlich: Johannes Maria Diethart bzw. Johannes M. Diethart; * 7. Oktober 1942 in Knittelfeld / Steiermark) ist österreichischer Byzantinist, Schriftsteller und Verleger.

## Leben und Wirken
Aufgewachsen in Zeltweg in der Steiermark, besuchte er dort auch die Volks- und Hauptschule, die Mittelschule bzw. das Aufbaugymnasium hingegen in den niederösterreichischen Städten Unterwaltersdorf und Horn. Die Matura legte er 1964 ab.
Von 1964 bis 1971 studierte er bis zu seiner Promotion Klassische Philologie und als Hauptfach Byzantinistik an der Universität Wien. Seit 2005 in Pension, widmet er sich nach wie vor als Herausgeber, Lektor und Autor neben wissenschaftlichen Arbeiten auf dem Gebiet der griechischen Papyrologie und Byzantinistik auch literarischen Arbeiten.
Johannes Diethart hat aus zweiter Ehe einen Sohn und lebt nach langem Aufenthalt in Wien und Krems seit 2004 mit seiner dritten Ehefrau in Wösendorf, einer Katastralgemeinde von Weißenkirchen in der Wachau.

### Wissenschaftliche Arbeiten (Byzantinistik, Papyrologie)
Johannes Diethart hat zahlreiche wissenschaftliche Veröffentlichungen vorgelegt. Schwerpunkt seiner wissenschaftlichen Arbeit bildet die griechische Lexikographie und Realienkunde.
So war er Projektleiter des „Lexikons der lateinischen Lehnwörter in den griechischsprachigen dokumentarischen Texten Ägyptens mit Berücksichtigung koptischer Quellen“ und ist seit 1982 Mitarbeiter beim „Lexikon zur byzantinischen Gräzität besonders des 9.–12. Jahrhunderts“ der Österreichischen Akademie der Wissenschaften.
Zudem war er von 1980 bis 2001 wissenschaftlicher Mitarbeiter der Papyrussammlung der Österreichischen Nationalbibliothek sowie von 2002 bis 2005 Mitarbeiter der Abteilung „Das alte Buch“. Daneben war er auch für einige Jahre Redakteur bei „Biblos“, der Fachzeitschrift der Österr. Nationalbibliothek und bei „Tyche“, der Fachzeitschrift für Papyrologie und Epigraphik.

### Herausgeber, Verleger, Autor (Belletristisk)
Seit 1980 hat Johannes Diethart zahlreiche Glossen und Artikel in Literaturzeitschriften und Anthologien und daneben als Journalist und freier Pressefotograf Beiträge in deutschen und österreichischen Zeitungen und Zeitschriften sowie im Rundfunk veröffentlicht.
Schwerpunkt seiner literarischen Tätigkeit ist jedoch die eines Herausgebers und Verlegers. Seit 1989 ist er Leiter des Verlages „Österreichisches Literaturforum“ mit bisher über 130 Buchveröffentlichungen (vornehmlich Belletristische Literatur).
Zudem war er Begründer und Chefredakteur der gleichnamigen Literaturzeitschrift Österreichisches Literaturforum mit Literatur aus Österreich und Deutschland sowie Übersetzungen fremdsprachiger Beiträge aus anderen Ländern.
Erst seit 2000 hat er auch mehrere eigene (Kurz-)Prosabände vorgelegt, darunter insbesondere Aphorismen sowie minimalistisch-skurrile Kurzkrimis, eine Posse und eine Gesellschaftssatire.
Johannes Diethart ist Mitglied des P.E.N.-Clubs und des Österreichischen Schriftstellerverbandes.

## Bibliographie (Byzantinistik)

### Fachbücher

#### Alleinautor
- Der Rhetor und Didaskalos Konstantinos Stilbes. Dissertation, Wien 1971.
- Prosopographia Arsinoitica I, (Mitteilungen aus der Papyrussammlung der Wiener Nationalbibliothek XII), 389 S., Wien 1980

#### Mitautor, – herausgeber
- Corpus papyrorum Raineri. Griechische Texte Bd. 6–9. Zusammen mit Kurt Treu. De Gruyter, Berlin 1985, ISBN 3-85119-212-5
- Notarsunterschriften im byzantinischen Ägypten. Gemeinsam mit Klaas A. Worp. Mitteilungen aus der Papyrussammlung der Österreichischen Nationalbibliothek, N.S. XVI, 104 S., 59 Taf. Wien 1986
- Griechische literarische Papyri christlichen Inhaltes II. Gemeinsam mit Kurt Treu. Mitteilungen aus der Papyrussammlung der Österreichischen Nationalbibliothek, N. S., XVII. Textband 141 S., Tafelband 55 Taf.; Wien 1993
- Lexikon der lateinischen Lehnwörter in den griechischsprachigen dokumentarischen Texten Ägyptens mit Berücksichtigung koptischer Quellen, Faszikel II (Beta–Delta). Erstellt von Irene Ehrenstrasser. Purkersdorf 2000.
- Constantinus Stilbes. Poemata. Zusammen mit Wolfram Hörandner. Saur, München 2005, ISBN 978-3-598-71235-7

### Fachartikel

#### Alleinautor
- „Vicedominus“ Theodoros Aulikalamos?, in: Jahrbuch der Österreichischen Byzantinistik 20 (1971) 161–162.
- Ghost-names und andere Berichtigungen zu Wiener Papyri, in: Zeitschrift für Papyrologie und Epigraphik 39 (1980) 189–192.
- Agonistische Inschrift aus Limyra, in: Zeitschrift für Papyrologie und Epigraphik 39 (1980) 196.
- Fünf Quittungen aus der Wiener Papyrussammlung, in: Jahrbuch der Österreichischen Byzantinistik 30 (1981) 51–55.
- Zahlungs- und Namenslisten auf Wiener Papyri, in: Archiv für Papyrusforschung 28 (1982) 49–52.
- Spätbyzantinische Maßeinheiten in einer Lebensmittelliste, in: Aegyptus 62 (1982) 69–71.
- κύριε βοήθει in byzantinischen Notarsunterschriften, in: Zeitschrift für Papyrologie und Epigraphik 49 (1982) 79–82.
- ΙΟΥΣΤΟΣ ΣΥΜΒΟΛΑΙΟΓΡΑΦΟΣ. Ein Beitrag zur byzantinischen Kanzleipraxis im Arsinoites in der ersten Hälfte des 7. Jahrhundert In: Festschrift zum 100-jährigen Bestehen der Papyrussammlung der Österreichischen Nationalbibliothek Papyrus Erzherzog Rainer (P.Rainer Cent.), Wien 1983, 432–438.
- Index zu: Festschrift zum 100-jährigen Bestehen der Papyrussammlung der Österreichischen Nationalbibliothek Papyrus Erzherzog Rainer (P.Rainer Cent.), Wien 1983, 499–518.
- Lexikalische Rara in drei byzantinischen Mitgift- und Heiratsgutlisten des 6.–8. Jahrhunderts aus der Wiener Papyrussammlung, in: Jahrbuch der Österreichischen Byzantinistik 33 (1983) 7–14.
- From Ghost to Ghost, in: Anagennesis 3 (1983) 341.
- Griechische Texte VI, Wien 1984 (Corpus Papyrorum Raineri IX), 116 S., 42 Taf.
- Eine verkannte Berufsbezeichnung. ΒΟΥ(Κ)ΑΣ, der „Bisquitbäcker“, in: Zeitschrift für Papyrologie und Epigraphik 54 (1984) 93–94.
- Index zu: Hermann Harrauer-P. J. Sijpesteijn, Neue Texte aus dem antiken Unterricht, Wien 1985 (MPER XV), 179–195.
- Zwei Papyrusfragmente zu Pagarchen aus arabischer Zeit in der Wiener Papyrussammlung, in: Archiv für Papyrusforschung 31 (1985) 17–18.
- Anton Fackelmann †, in: Biblos 34 (1985) 338–339.
- Drei Listen aus byzantinischer Zeit auf Papyrus, in: Tyche 1 (1986) 88–90.
- Neue Papyri zur Realienkunde, in: Zeitschrift für Papyrologie und Epigraphik 64 (1986) 75–81.
- Nachlese zu SPP XX 213, in: Anagennesis 4 (1986) 13–15.
- Index zu: Tyche 1 (1986) 240–250.
- Tiere, Eier und Holz für ein Fest?, in: Corpus Papyrorum Raineri (CPR) X, Wien 1986, 106–107 (Nr. 60).
- Odysseus, in: CPR X, Wien 1986, 129 (Nr. 105).
- Warenetikett, in: CPR X, Wien 1986, 130 (Nr. 106).
- Lebensmittelliste – Kleiderliste – Preisliste über Obst und Fische, in: CPR X, Wien 1986, 164–166 (Nr. 138–140).
- Index zu: Corpus Papyrorum Raineri X, Wien 1986, 167–181.
- Index zu: Corpus Papyrorum Raineri VI,1 und VI,2: VI,1: Hermann Harrauer – S. v. Lith, Wien 1978; VI, 2: Hermann Harrauer, Wien 1986, 147–159.
- Berichtigungen zu Berliner Papyri, in: Archiv für Papyrusforschung 32 (1986) 47–48.
- Index zu: Tyche 2 (1987) 283–288.
- Plautus war Italiener!, in: Österr. Literaturforum 1 (1987) 15.
- Fünf Wiener Papyri zur Topographie des Arsinoites vom 6. bis 8. Jahrhundert n. Chr. In: Archiv für Papyrusforschung 33 (1987) 63–68.
- Index zu: Tyche 3 (1988) 288–290.
- Materialien aus den Papyri zur byzantinischen Lexikographie, in: Studien zur byzantinischen Lexikographie, Wien 1988, 47–69 (Byzantina Vindobonensia XVIII).
- Zur Bedeutung von ényhlçw, in: Zeitschrift für Papyrologie und Epigraphik 75 (1988) 155–156.
- Corrigenda und Addenda zu Wiener Papyri, in: Zeitschrift für Papyrologie und Epigraphik 76 (1989) 107–114.
- Kremser Weinhauer auf den Spuren des antiken Herodot, in: „Die Neue. Landeszeitung für alle Niederösterreicher“ vom 31. Januar 1989, S. 54.
- Die Bedeutung der Papyri für die byzantinische Lexikographie. Referat auf dem Symposium für byzantinische Lexikographie in Wien vom 1.–4. März 1989.
- Korr. Tyche Nr. 23–27, in: Tyche 4 (1989) 235–238.
- Index zu: Tyche 4 (1989) 257–261.
- Ergänzungen und Berichtigungen zu Wiener Papyri, in: G. Fantoni, Greek Papyri of the Byzantine Period, Wien 1989 (CPR XIV), 11–14.
- Sechs Listen mit Haushaltsgeräten aus der Wiener Papyrussammlung, in: Miscellanea Papyrologica II, Florenz 1990, 137–144.
- Index zu Tyche 5 (1990) 207–215.
- Korr. Tyche Nr. 29, 33, in: Tyche 5 (1990) 180–181.
- Papyri aus byzantinischer Zeit als Fundgrube für lexikographisches und realienkundliches Material, in: Analecta Papyrologica 2 (1990) 81–114.
- Lexikalisches in griechischen Papyri, in: Die Sprache 34 (1988–1990) [1992] 190–194.
- Die Bedeutung der Papyri für die byzantinische Lexikographie, in: Lexicographica Byzantina, hrsg. von Wolfram Hörandner und Erich Trapp. Wien 1991, 117–121 (Byzantina Vindobonensia XX).
- Korr. Tyche Nr. 43–51, in: Tyche 6 (1991) 233–236.
- Index zu Tyche 6 (1991) 260–266.
- Papyri aus byzantinischer Zeit als Fundgrube für lexikographisches und realienkundliches Material, in: Analecta Papyrologica 2 (1990) 81–114.
- Lexikalisches in griechischen Papyri, in: Die Sprache 34 (1988–1990) [1992] 190–194.
- Die Bedeutung der Papyri für die byzantinische Lexikographie, in: Lexicographica Byzantina, hrsg. von W. Hörandner und E. Trapp. Wien 1991, 117–121 (Byzantina Vindobonensia XX).
- Korr. Tyche Nr. 43–51, in: Tyche 6 (1991) 233–236.
- Index zu Tyche 6 (1991) 260–266.
- „Der armselige Schreiber hat nur mit Mühe das Ende erreicht“. Private Notizen griechischer Handschriftenschreiber des 13. Jahrhunderts, in: Biblos 40 (1991) 67–71.
- Reminiszenzen an die Schule bei Pseudo-Chrysostomos?, in: Tyche 6 (1991) 45–46.
- Beobachtungen an Adjektiven und Wendungen für „gebraucht“ aus dem Textilbereich in den Papyri, in: Analecta Papyrologica 4 (1992) 57–64.
- 68 Emendationes et interpretationes lexicographicae ad papyrologiam pertinentes, in: ZPE 92 (1992) 237–240.
- Index zu W. M. Brashear, A Mithraic Catechism from Egypt, Tyche-Supplement-Band 1, 1991, 69–70.
- „Wird da noch drübergweißnt?“ Das Sgraffitohaus in Krems. in: „Morgen“ 81 (1992) 44–45.
- Bewegungen auf dem Feld des Urheberrechts, in: Biblos 41 (1992) H. 2, S. 82–83.
- Korr. Tyche, in: Tyche 7 (1992) 225–228, 230.
- Index zu Tyche 7 (1992) 263–268.
- 20. Internationaler Kongress der Papyrologen, Kopenhagen, 23. bis 29. August 1992, in: Biblos 41 (1992) 232–233.
- Kommunikation zwischen Orient und Okzident. Alltag und Sachkultur. Internationaler Kongress, Krems a. d. Donau, 6. bis 9. Okt. 1992, in: Biblos 41 (1992) 233–234.
- „Schräge Vögel“ in rebus bibliothecariis in Antike und Mittelalter, in: Biblos. Österreichische Zeitschrift für Buch- und Bibliothekswesen 42 (1993) 72–74.
- Dokumentarische Texte aus dem 5.-7. Jahrhundert aus der Wiener Papyrussammlung, in: Analecta Papyrologica 5 (1993) 69–113, Abb.
- Die Hauer und die Klassik. Auf lateinisch fließt's im Keller, in: Neue NÖN. NÖ Nachrichten 15 (1993) 26 (Magazin).
- Index zu Tyche 8 (1993) 265–268.
- „Man wird dich aufsteigen lassen auf den Nacken einer alten Sau“. Ein ägyptisches Pendant zur „Judensau“?, in: Medium Aevum Quotidianum 28 (1994) 9–13.
- Der Wiener Musik-Papyrus P.Vindob. G 2.315, Zeitklang. Zeitung für Musik-Kultur 2 (1994) 10–11, Abb.
- Index zu Tyche 9 (1994) 263–271.
- Dämonenlogik. Zur Seelsorgearbeit der Wüstenväter, in: Biblos 43, 3–4 (1994) 155–157.
- Orthopäden, in: Wiener Journal, Mai 1994, 2.
- Handbuch der historischen Buchbestände in Österreich, Bd. 11, Wien: Teil 1, hrsg. von W. Buchinger u. K. Mittendorfer unter Leitung von H. Lang, Hildesheim, Zürich, New York 1994, Wien 1d, 148f. (Mitarb.)
- Urkundenfragment mit Notarsunterschrift aus dem 5./6. Jahrhundert n. Chr., Archiv für Papyrusforschung 42 (1995) 189–190.
- Der Lebenskreis der Kopten. Dokumente, Textilien, Funde, Ausgrabungen. Zusammengestellt von Helmut Buschhausen, Ulrike Horak, Hermann Harrauer unter Mitarbeit von Monika Hasitzka, Andrea Donau, Johannes Diethart, Josef Stadler. Katalog zur Ausstellung im Prunksaal der Österreichischen Nationalbibliothek … 23. Mai bis 26. Oktober 1995, Wien 1995, 308 S., Abb. (Mitarb.)
- Mehr als nur Schall und Rauch. Zu Wortbildungen nach Eigennamen im Griechischen und Deutschen, in: Biblos 44, 1–2 (1995) 135–144.
- Es „jandlt“ und „wagnert“ fröhlich dahin. Eine Fortsetzung zu Biblos 44, 1, in: Biblos 44, 2 (1995) 325–328.
- Christliche Elemente in griechischen dokumentarischen Papyri der byzantinischen und arabischen Zeit aus Ägypten, in: Symposion Heidelberg 1994
- Indices zu Tyche 10 (1995) 286–292.
- Korr. Tyche, in: Tyche 10 (1995) Nr. 149–167; 168 (gem. mit I. Ehrenstrasser);
- Fünf lexikographisch und realienkundlich wichtige Texte aus byzantinischer Zeit aus der Wiener Papyrussammlung, Analecta Papyrologica 7 (1995) 73–91.
- Lexikon der lateinischen Lehnwörter in den griechischsprachigen dokumentarischen Texten Ägyptens mit Berücksichtigung koptischer Quellen, Faszikel I (Alpha), erstellt von Irene Ehrenstrasser unter Mitarbeit von Johannes Diethart, Wien 1996
- „Bulgaren“ und „Hunnen“ in Ägypten, in: Reitervölker aus dem Osten: Hunnen + Awaren. Burgenländische Landesausstellung 1996, Schloss Halbturn 26. April bis 31. Oktober 1996, Begleitbuch und Katalog, Bad Vöslau 1996, 254–257, 2 Abb.
- Indices zu Tyche 11 (1996) 299–305.
- „Ite domum, gasti, schlaxit jam zwelfius uhra!“ Beobachtungen zur makkaronischen Sprachmengerei, in: Biblos 45,2 (1996) 323–344.
- Lexikographische Testimonia aus den Werken des Johannes Lydos
- χαρτάριον oder χαρτάριος? Zu ZPE 113 (1996) 166f., in: Tyche 12 (1997) Korr. Tyche Nr. 242, 253–254.
- Index zu Tyche 12 (1997) 289–296.
- Eine Mumie als Kopfpolster. Makarios der Ägypter und die Dämonen, in: Biblos 74,1 (1998) 7–9.
- Neun dokumentarische Papyri aus byzantinischer Zeit, in: Eirene 34 (1998) 117–132, Abb.
- Lexikographische Lesefrüchte. Bemerkungen zu „Liddell-Scott“: „revised supplement“ 1996, in: ZPE 123 (1998) 165–176.
- Indices von Eirene 34 (1998) 184–192.
- Pranger, in: Der neue Eckartbote (Juli/August 1998) 2.
- Index zu Tyche 13 (1998) 307–311.
- Listen und Verzeichnisse aus byzantinisch-arabischer Zeit aus der Papyrussammlung der Österreichischen Nationalbibliothek, in: Archiv für Papyrusforschung 45, 1 (1999) 57–68, Abb.
- Christliche Elemente in griechischen dokumentarischen Papyri der byzantinischen und arabischen Zeit aus Ägypten, in: R. G. Khoury (Hrsg.): Urkunden und Urkundenformulare im Klassischen Altertum und in den orientalischen Kulturen, Heidelberg 1999, 127–133.
- Drei Papyri aus der Papyrussammlung der Österreichischen Nationalbibliothek zur Realienkunde und Lexikographie, in: ZPE 127 (1999) 163–166, Abb.
- Lexikographische Lesefrüchte II. Weitere Bemerkungen zu „Liddell-Scott“: „Revised Supplement“ 1996, in: ZPE 128 (1999) 177–182.
- Fünf Fragmente von Papyrus-Urkunden aus byzantinischer Zeit aus der Papyrussammlung der Österreichischen Nationalbibliothek, in: Analecta Papyrologica 12 (2000) 233–241.
- Dokumentarische Papyri aus dem byzantinischen Ägypten, in: H. Melaerts (Hrsg.): Papyi in honorem Johannis Bingen octogenarii (P. Bingen), Leuven 2000, 573–586.
- Weltliteratur, in: Welt im Buch. Kostbarkeiten aus der Frühzeit des Buchdrucks. Ausstellung der Initiative Gutenberg 3000, Österr. Nationalbibliothek, Prunksaal, 16. November bis 26. Jänner 2002, 25–28.
- Lexikographische Lesefrüchte III. Weitere Bemerkungen zu „Liddell-Scott“, „Revised Supplement“ 1996, und G. W. H. Lampe, A Patristic Greek Lexicon, in: Archiv 48 (2002) 147–155.
- Nochmals ὀφείλω + Infinitiv, ZPE 140 (2002) 154
- Zum Beitrag der koptischen dokumentarischen Texte zur griechischen und lateinischen Lexikographie, in: Das Alte Ägypten und seine Nachbarn. Festschrift zum 65. Geburtstag von Helmut Satzinger mit Beiträgen zur Ägyptologie, Koptologie, Nubiologie und Afrikanistik, hrsg. von M. Hasitzka, J. Diethart, G. Dembski, Wien 2003, 203–211 (Kremser Wissenschaftliche Reihe 3)
- Zum Beitrag koptischer Texte der byzantinischen Zeit zur griechischen und lateinischen Lexikographie, in Wiener Byzantinistik und Neogräzistik. Beiträge zum Symposion Vierzig Jahre Institut für Byzantinistik und Neogräzistik der Universität Wien im Gedenken an Herbert Hunger (Wien, 4.–7. Dezember 2002), hrsg. von W. Hörandner, J. oder, Maria A. Stassinopoulou, Wien 2004 (Byzantina et Neograeca Vindobonensia, Bd. XXIV)
- Zwei Papyri aus der Berliner Papyrussammlung zu Landwirtschaft und Lebensmitteln, in: Archiv 50,2 (2004) 151–157, Abb.
- The poetical work of Constantine Stilbes. Some remarks on his rhetorical practice, in: La poesia tardoantica e medievale. Atti del II Convegn
- -πώλης und –πράτης und bei weitem kein Ende. Weitere Berufsbezeichnungen aus byzantinischer Zeit, in: Münstersche Beiträge zur antiken Handelsgeschichte (2005) 39–49 (erschienen 2006)
- Weitere Berufsbezeichnungen auf –πώλης, -πῶλος, -όπωλις sowie auf –πράτης und –πράτισσα aus byzantinische Zeit, MBAH 24,2,2005, 193–212
- Zu neutralen Abstrakta auf -ᾶτον im byzantinischen Griechisch, JÖB 56 (2006) 13–26
- Hinter Personennamen „versteckte“ Berufsbezeichnungen im byzantinischen Griechisch mit einem Exkurs über Beinamen nach Berufen in den Papyri, MBAH 2 (2006) 195–236
- Lexikographische Beobachtungen zum „indeklinablen“ ἀσηκρῆτις in byzantinischer Zeit, JÖB 57 (2007) 17–21
- Weitere Berufsbezeichnungen auf -ᾶς/-άς im Griechischen aus byzantinischer Zeit, MBAH 26 (2008) 55–74
- Beispiele zur Volksetymologie im byzantinischen Griechisch, MEG 7 (2007) 85–96
- Zwei lexikographische Fragen im Ptochoprodromos, Byzantinische Zeitschrift 100 (2007) 625–628.
- „Der mit den Hamsterbacken“. Lexikographica Byzantina, in: Byzantinische Sprachkunst. Studien zur byzantinischen Literatur gewidmet Wolfram Hörandner zum 65. Geburtstag (= Byzantinisches Archiv. Bd. 20), hrsg. v. Martin Hinterberger und Elisabeth Schiffer, De Gruyter, Berlin 2007, S. 35–48.
- Griechische Zahlungsliste aus früharabischer Zeit, in: Papyri in Memoriam of P.J. Sijpesteijn (P.Sijp.), ed. by A.J.B. Sirks and K.A. Worp, Chippenham 2007 (American Studies in Papyrology vol. 40), 239–247
- Von Stinkern und Seelenverkäufern. Einige metaphorische Berufsbezeichnungen auf –πώλης, -πράτης und anderes im klassischen und byzantinischen Griechisch, MEG 8 (2008) 145–157.
- Drei Exlibris mit griechischen Zitaten aus der Antike, Mitteilungen der österreichischen Exlibris-Gesellschaft Nr. 2 (Juli 2008) 1–3
- Beobachtungen zu den lateinischen Zeitwörtern im Griechischen, in: E. Trapp, S. Schönauer (Hg.), Lexicographica Byzantina. Beiträge zum Kolloquium zur byzantinischen Lexikographie (Bonn, 13.–15. Juli 2007), Bonn 2008, 15–36 (Super alta perennis. Studien zur Wirkung der Klassischen Antike, Bd. 4)
- Weitere Berufsbezeichnungen auf -ᾶς/-άς im Griechischen der byzantinischen Zeit, MBAH 26 (2009) 55–74
- Zu einigen von Präpositionalausdrückenen abgeleiteten Adverbien im Griechischen, in: Festschrift G. Poethke, Archiv für Papyrusforschung 55 (Heft 2), 2009, 261–264

#### Mitautor, – herausgeber
- SPP III 368 + 370, in: Zeitschrift für Papyrologie und Epigraphik 46 (1982) 231–232 (gemeinsam mit K.A. Worp).
- CPR I 30 Frgm. I wiederentdeckt, in: Chronique d’Egypte 57 (1982) 138–140 (gemeinsam mit K.A. Worp).
- Eine griechisch-koptische Wörterliste, in: Festschrift zum 100-jährigen Bestehen der Papyrussammlung der Österreichischen Nationalbibliothek Papyrus Erzherzog Rainer (P.Rainer Cent.),Wien 1983, 206–213 (gemeinsam mit Helmut Satzinger).
- Zwei neue Wiener Papyri zum Schreiberbedarf, in: Jahrbuch der Österreichischen Byzantinistik 33 (1983) 1–6 (gemeinsam mit Hermann Harrauer).
- Die Leontoklibanarier. Versuch einer archäologischpapyrologischen Zusammenschau, in: Byzantios. Festschrift für Herbert Hunger zum 70. Geburtstag, Wien 1984, 67–84 (gemeinsam mit P. Dintsis).
- Specimen eines Handlexikons zur mittelbyzantinischen Literatur, Buchstabe η, in: Jahrbuch der Österreichischen Byzantinistik 35 (1985) 150–170 (gemeinsam mit E. Trapp und W. Hörandner).
- Nochmals pπ/ = π(αρά) in den Papyri, in: Jahrbuch der Österreichischen Byzantinistik 36 (1986) 13–17 (gemeinsam mit Hermann Harrauer).
- Ein Psalm und ein christlicher Hymnus auf einem Papyrus, in: Jahrbuch der Österreichischen Byzantinistik 36 (1986) 61–66 (gemeinsam mit K. Niederwimmer).
- „Hunnisches“ auf einem Wiener Papyrus, in: Tyche 2 (1987) 5–10 (gemeinsam mit E. Kislinger).
- Gerste und Rizinus in Papyri aus Princeton, in: Tyche 3 (1988) 29–32 (gemeinsam mit P.J. Sijpesteijn).
- Ein neuer Zeuge der „Vatermördergeschichte“, in: Tyche 3 (1988) 33–37 (gemeinsam mit J. Kramer und P.J. Sijpesteijn).
- Papyrologisches zur Prostitution im byzantinischen Ägypten, in: Jahrbuch der Österreichischen Byzantinistik 41 (1991) 15–23 (gemeinsam mit E. Kislinger).
- Aprikosen und Pflaumen, in: JÖB 42 (1992) 75–78 (gemeinsam mit E. Kislinger).
- Sigellçtow – MeijÒkroustow. Zu P.Vindob. G 16.846, in: Tyche 7 (1992) 61–64 (gemeinsam mit E. Kislinger).
- Korr. Tyche, Tyche 8 (1993) 221–227, 230 (Nr. 119 gemeinsam mit I. Ehrenstrasser).
- Sechs eindringliche Hinweise für den byzantinischen Leser aus der Kommentarliteratur zu Dionysios Thrax. Theol. gr. 287, fol. 34v-35v aus der Handschriftensammlung der Österreichischen Nationalbibliothek (gemeinsam mit Chr. Gastgeber), in: BZ 86/87 (1993/94) 386–401, Abb. 20f.
- Zur Lesekultur in Byzanz. Ein Kurzkommentar zu Dionysios Thrax in einer Handschrift der Österreichischen Nationalbibliothek: Theol. gr. 287, fol. 34v-35v (gemeinsam mit Chr. Gastgeber), in: Biblos 43,1 (1994) 7–16, Abb.
- Les prôtokolla des papyrus byzantins du Ve au VIIe siècle. Édition, prosopographie, diplomatique (gemeinsam mit D. Feissel und J. Gascou), in: Tyche 9 (1994) 9–40, Abb.
- Korr. Tyche Nr. 145–147 (Nr. 145 gemeinsam mit I. Ehrenstrasser), in: Tyche 9 (1994) 226.
- Lexikon zur byzantinischen Gräzität (besonders des 9.-12. Jahrhunderts), 1. Faszikel (a-arg), Wien 1994 (gemeinsam mit Erich Trapp und Wolfram Hörandner), 192 S., Abkürzungsverzeichnis 53 S.
- Lexikon zur byzantinischen Gräzität (besonders des 9.-12. Jahrhunderts), 2. Faszikel, Wien 1996 (gemeinsam mit Erich Trapp und Wolfram Hörandner)
- Bemerkungen zu Papyri IX. Korr. Tyche Nr. 223 (gemeinsam mit Irene Cervenka-Ehrenstrasser): Einige Berichtigungen zu P.Lond. I 113 (7), Nr. 224 (gemeinsam mit Irene Cervenka-Ehrenstrasser): Noch ein Beleg für ἀμπουλλάριον – oder für ἀμφοράριον?, 230: Keine „Rucksackträger“, sondern „Vandalen“ in Ägypten, in: Tyche 11 (1996) 249–250, 254.
- Memorialverse zu den zwölf Kreuzzeichen. Edition eines Gedichtes aus dem Parisinus latinus 1687 (gemeinsam mit Chr. Gastgeber), in: Mitteilungen zur christlichen Archäologie 3 (1997) 53–65, Abb.
- 123 Lexicographica Coptica, Graeca Latinaque, in: Archiv für Papyrusforschung 43 (1997) 390–401 [gemeinsam mit M. Hasitzka]
- O.Amst. 31,7: „Ein Bund Dörrfische“,in: Tyche 12 (1997) Korr. Tyche Nr. 244, 254 (Gemeinsam mit I. Cervenka-Ehrenstrasser)
- Orientalia 60 (1991) 104, Nr. 77, Tyche 12 (1997) Korr. Tyche Nr. 245, 255 (Gemeinsam mit M. Hasitzka).
- Orientalia 60 (1991) 102, Nr. 52, Tyche 12 (1997) Korr. Tyche Nr. 246, 255–256. (Gemeinsam mit M. Hasitzka).
- Lexikographische Testimonia der Werke des Ioannes Lydos, in: Fontes Minores X, hrsg. von Ludwig Burgmann, Frankfurt am Main 1998 (Forschungen zur byzantinischen Rechtsgeschichte, 22), 213–238 (gemeinsam mit L. Burgmann und Chr. Gastgeber).
- Λέξεις Ρωμαϊκῆς διαλέκτου. Ein byzantinisches Fremdwörterlexikon, in: Fontes Minores X, hrsg. von Ludwig Burgmann, Frankfurt am Main 1998 (Forschungen zur byzantinischen Rechtsgeschichte, 22), 445–476 (gemeinsam mit Chr. Gastgeber).
- Lexikon zur byzantinischen Gräzität (besonders des 9.-12. Jahrhunderts), 3. Faszikel, Wien 1999 (gemeinsam mit Erich Trapp und Wolfram Hörandner u. a.), 231 S., Abkürzungsverzeichnis 11 S.
- Lexikographisches, in: Archiv 47 (2001) 269–274 (gemeinsam mit M. Hasitzka).
- Beobachtungen und Überlegungen zur griechischen, lateinischen und koptischen Lexikographie (gemeinsam mit M. Hasitzka), in: JJP 31 (2001) 33–46.
- Lexikographisches. Weitere Berichtigungen, Ergänzungen und Vorschläge zu Wörterbüchern der griechischen, lateinischen und koptischen Sprache. (gemeinsam mit Monika Hasitzka), in: JJP 32 (2002) 11–19.
- Lesefrüchte zur griechischen und lateinischen Lexikographie, in: Archiv 50,1 (2004) 85–98 (gemeinsam mit C. Grassien)
- Internazionale di studi, Perugia, 15–16 novembre 2001, Quaderni 2, Alessandria 2004, 215–227 (gemeinsam mit Wolfram Hörandner)
- Abschied vom Kaiser. Trauergedichte von Elisabeth Joan Weston (Elisabeth Westonia), einer Engländerin am Hofe Rudolfs II., aus den Jahren 1611–1612 (gemeinsam mit Rosemary Hilmar), in: Jahrbuch der Österreichischen Goethe-Gesellschaft 106/107 (2002–2003) [2004], 187–205
- Remarques sur la composition, la transmission et l'édition de trois hymnes chrétiennes en provenance d'Egypte, in: Archiv 51,1 (2005) 95–104 (gemeinsam mit C. Grassien)
- Lexikon zur byzantinischen Gräzität (besonders des 9.-12. Jahrhunderts), 5. Faszikel, Wien 2005 (gemeinsam mit Erich Trapp, Sonja Schönauer u. a.), Abkürzungsverzeichnis 6 S.
- Lexikon zur byzantinischen Gräzität (besonders des 9.-12. Jahrhunderts), 6. Faszikel, Wien 2007 (gemeinsam mit Erich Trapp, Sonja Schönauer u. a.)
- Bedeutet νεκροτάφος in der Historia Monachorum in Aegypto wirklich auch Grabräuber? (gemeinsam mit Werner Voigt), Byzantinische Zeitschrift [2010]
- Eine ungewöhnliche koptische Schreibhelferformel in P.Gen. IV 189 und Korrekturen zum griechischen und koptischen Teil der Urkunde, Zeitschrift für Papyrologie und Epigraphik 177 (2011) 237–239 (gemeinsam mit M. Hasitzka)

## Bibliographie (Literatur)

### Belletristik
- Wenn der Hut brennt, ist Feuer am Dach. Aphorismen. 2000 ISBN 3-900860-03-3.
- Der Duodezfürst. Eine Posse. 2001. ISBN 3-900860-13-0.
- Nur der Tod hat bessere Karten. 21 minimalistisch-skurrile Kurzkrimis. 2003. ISBN 3-900860-25-4.
- Nicht ohne meinen Hund. Eine etwas andere Hundegeschichte. Gesellschaftssatire. 2009. ISBN 978-3-900860-36-3.
- Warten Sie mit meiner Hinrichtung, dann brauchen Sie mich nicht zu rehabilitieren!. Aphorismen. 2009. ISBN 978-3-900860-35-6.
- Vergiß mein braves Gesicht. Aphorismen. 2011. ISBN 978-3-902760-01-2.
- Volle Bellkraft – Neue Satiren mit Hund. 2012. ISBN 978-3-902760-03-6.
- Laßt mir meinen optimistischen Pessimismus – Satirische Kurzgeschichten. united p.c., Neckenmarkt 2013. ISBN 978-84-9039-216-4.
- Der Arme, der zuletzt lacht, muß allein lachen. Aphorismen. 2015. ISBN 978-3-902760-05-0.
- Gott & Teufel / God & the Devil – Aphorismen. Zus. mit Herbert Kuhner als Co-Autor und Übersetzer. 2017. ISBN 978-3-902760-10-4.

### Herausgeberschaften
- Wortweben. Österreichische PEN-Lyriker. Verl. Der Apfel, Wien c 1991, ISBN 3-85450-055-6.
- Hypochondria. Anthologie. Ed. Splitter, Wien 2004, ISBN 3-901190-88-0.
- Das neue Orgelbüchlein. Zusammen mit Johannes Wolfgang Paul. Gedichte. Weißenkirchen in der Wachau 2008, ISBN 978-3-900860-34-9.